# Khu công nghiệp Hưng Phú
Khu công nghiệp Hưng Phú là một khu công nghiệp tại quận Cái Răng, thành phố Cần Thơ, được quy hoạch thành lập năm 2004. Khu công nghiệp bao gồm một số khu công nghiệp con là Hưng Phú 1 và Hưng Phú 2A và Hưng Phú 2B.

## Lịch sử thành lập
Khu công nghiệp Hưng Phú được thành lập năm 2005 theo QĐ số 2287/QĐ-UB ngày 5/7/2005 của UBND Thành phố Cần Thơ. Chủ đầu tư khu công Nghiệp Hưng Phú là Công ty cổ phần Khu công nghiệp Sài Gòn – Cần Thơ thuộc một trong hơn 20 khu công nghiệp thành viên của tập đoàn Đầu tư Sài Gòn (SGI).

## Điều kiện tự nhiên
Khu công nghiệp Hưng Phú thuộc phường Tân Phú, Phú Thứ, quận Cái Răng, và nằm ở phần phía Đông Nam Cần Thơ. Khu công nghiệp có phạm vi giới hạn như sau:
- Phía Tây Bắc giáp rạch Bùng Binh, phía Tây Nam giáp rạch Chuối.
- Phía Đông Bắc giáp Khu tái định cư phường Tân Phú và đường Quang Trung - Cái Cui (Quốc lộ Nam sông Hậu); phía Đông Nam giáp rạch Bến Bạ.
- Phía Đông giáp sông Hậu.
- Phía Tây giáp trục đường quốc lộ Võ Nguyên Giáp Cần Thơ đi Đại Ngãi, Sóc Trăng.
- Khu quy hoạch có tổng diện tích 1.171.795m2 với quy mô dân số khoảng 21.000 dân.

## Vị trí
Khu công nghiệp cách trung tâm thành phố Cần Thơ 5 km; cách cầu Cần Thơ, Quốc lộ 1 2 km; cách sân bay Cần Thơ 12 km và cách Thành phố Hồ Chí Minh 160 km.

## Cơ sở hạ tầng
- Nguồn điện 22 kW chạy dọc khu công nghiệp.
- Hệ thống nước sạch 5000m3/ngày đêm.[9]
- Dịch vụ viễn thông sẵn sàng.
- Giao thông đối nội: đường trục 1A lộ giới 47m.